# 薩格勒布學校持刀襲擊事件
2024年12月20日，克羅地亞薩格勒布的普雷奇科小學發生大規模持刀襲擊事件。襲擊者為一名19歲男子，他持刀刺傷7人，導致一名7歲學生死亡。其餘6人，包括5名學生和一名教師，也受到不同程度的傷害。

## 背景
這是自1972年扎達爾槍擊案以來克羅地亞首次發生校園襲擊事件。在當年的案件中，一名19歲學生開槍擊斃2名教師。

## 襲擊
當天上午9時50分左右，行兇者身穿黑衣、頭戴巴拉克拉瓦頭套，進入普雷奇科小學。他先是在走廊上襲擊一名學生，隨後闖入一間教室，持刀殺害一名7歲學生，並刺傷5名學生及1名教師。據報導指，當時62歲的教師奮力保護學生，但遭到襲擊者連刺31刀。
根據一名受害學生的母親描述，襲擊發生時，孩子們先是躲到桌子下，之後驚慌逃跑。部分學生逃到學校廚房，有的跑向學校出口，她的女兒則逃到了街對面的餐廳。行兇者行兇後逃離學校，躲進附近一間健康中心的廁所，並試圖持刀自殘。警方接獲報案約10分鐘後趕抵現場，成功將其逮捕，隨後送醫治療。
與此同時，醫療救援迅速展開，一架直升機降落在學校操場，6輛救護車趕往現場，將傷者送往薩格勒布各大醫院救治。

## 調查
襲擊發生數小時後，克羅地亞內政部部長達沃爾·博日諾維奇召開記者會。他表示，襲擊者的動機仍不明確，但確認其有精神健康問題的病史。警方隨後宣佈，襲擊者將被控加重謀殺罪及四項加重謀殺未遂罪。
經過精神鑑定，專家判定襲擊者具有刑事責任能力，因此警方正式將其帶往薩格勒布海因澤洛瓦街的警局。他在審訊過程中全程保持沉默，隨後被拘留並轉送至雷梅蒂內茨監獄。警方補充表示，襲擊者面臨總計45項刑事指控，其中40項涉及侵犯兒童權利。

## 行兇者
行兇者為19歲男性，曾就讀於普雷奇科小學，並長期受精神健康問題困擾。他曾在2023年試圖自殺。
根據《24sata》報導，行兇者的母親表示，案發當天，他原本應該前往精神病院接受治療，她不清楚他何時、如何抵達普雷奇科小學。她還透露，由於兒子的行為問題，她對他感到害怕。在案發一個月前，他甚至曾將她和祖母囚禁在家中。
克羅地亞媒體RTL報導稱，行兇者對刀劍極為癡迷，並曾在網路上購買各類刀具及軍刀。

## 反應

### 國內
案發當日，克羅地亞衛生部宣佈派遣調查人員前往行兇者曾接受治療的機構，展開稽查。政府隨後將12月21日訂為全國哀悼日
。當天晚間，薩格勒布市長托米斯拉夫·托馬塞維奇及克羅地亞總理安德烈·普連科維奇宣佈，將在全國學校加強安全防範措施，以防止類似襲擊再次發生。這些措施將於學校寒假結束後立即生效。
此外，薩格勒布市政府提供免費心理支持與諮詢服務，市民無需轉介即可申請。當天，許多薩格勒布市民前往學校門口，點燃蠟燭、擺放玩具與留言，以悼念罹難學生。
克羅地亞教師工會主席呼籲政府制定全國性校園安全及防暴計畫。據悉，該計畫曾經研擬，但最終未能落實。此外，克羅地亞教師工會、重生聯盟及克羅地亞高中獨立工會於12月23日發起「為安全校園」遊行，要求政府加強校園安全措施。

### 國際
塞爾維亞總統亞歷山大·武契奇代表全國人民，向受害者家屬表達哀悼之意。貝爾格萊德則由2023年校園槍擊案罹難者的家長發起守夜活動，於12月21日在共和國廣場舉行。
12月22日，塞爾維亞城市尼什發生反政府示威，示威者集體默哀16分鐘，其中15分鐘悼念諾維薩德車站簷篷倒塌事故的15名罹難者，額外1分鐘則獻給在薩格勒布遇害的學生。
黑山政府宣布12月23日為全國哀悼日，以悼念這場悲劇。美國駐克羅地亞大使娜塔莉·雷斯亦發表聲明，向受害者家屬致哀。